# Villa Dal Verme
Risalente agli inizi del XV secolo, Villa Dal Verme è una delle poche ville venete di quel periodo sopravvissute fino ad oggi senza eccessive modifiche negli esterni. L'edificio si trova appena fuori Agugliaro, non lontano dalla strada per Vò sul canale Liona, ed è talvolta definito "la madre di tutte le ville venete".

## Storia

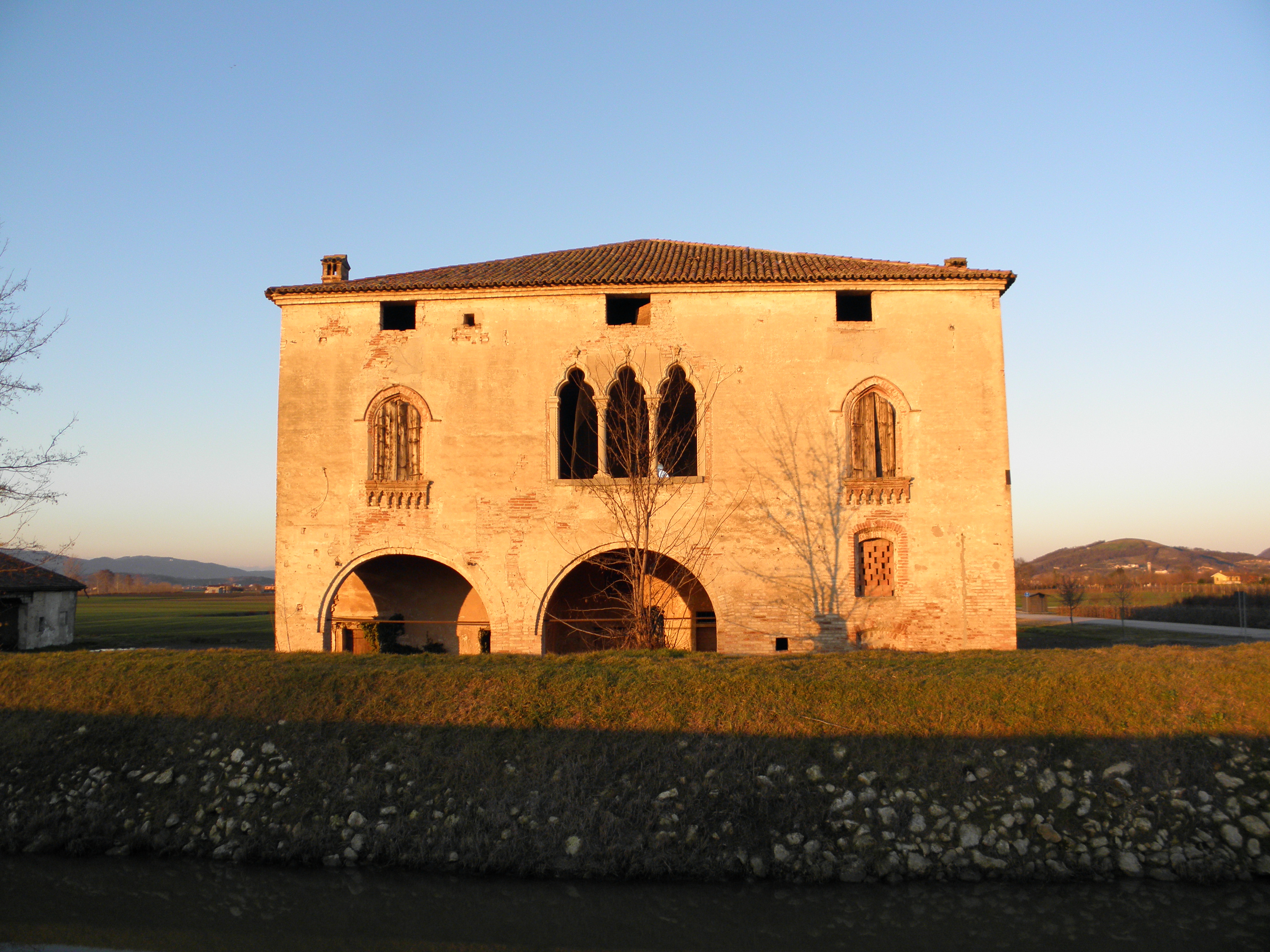
Il prospetto della villa lato canale.

La villa fu costruita all'inizio del XV secolo dalla ricca famiglia dei Dal Verme originaria di Verona e stabilitasi poi a Milano, Piacenza, Bobbio e Voghera. Membro di spicco della famiglia fu Luchino Dal Verme che, a capo di un esercito mercenario al servizio della Repubblica di Venezia, aveva soppresso l'insurrezione dei coloni veneziani a Creta (1363-1366). La sua famiglia arrivò a possedere estese proprietà a Verona, così come nel Basso Vicentino, che tuttavia perse durante le battaglie tra Venezia e Milano a causa della ribellione del condottiero Alvise Dal Verme nel 1441. La famiglia Fracanzani, che vi sarebbe subentrata nell'investitura della Contea di Agugliaro nel 1454, acquistò parte delle loro proprietà attraverso l'intervento di Giovanni Pietro da Costa nel 1447; l'elenco dei possedimenti confiscati al condottiero riempì 62 fogli completamente scritti. Anche i Pisani, una delle più antiche e nobili famiglie di Venezia, parteciparono all'acquisto di merci confiscate al Dal Verme nel 1437. 
Causa della decadenza della famiglia fu il tradimento di Alvise Dal Verme. Dopo la fine della guerra con il Sacro Romano Impero e poi con Milano, infatti, l'esercito fu improvvisamente ridotto da 31.000 uomini a 5000 cavalieri e 2000 fanti cacciando inoltre i vari condottieri al servizio di Venezia. Il condottiero Alvise Dal Verme, invece, rifiutò nel 1436 di sciogliere il suo esercito e di lasciarlo al servizio dei veneziani. Ma solo quando cambiò schieramento passando dalla parte di Milano, Venezia, che ora lo considerava un disertore, confiscò le sue proprietà e lo privò del posto d'onore nel Maggior Consiglio.
L'edificio precedente alla villa probabilmente serviva a scopi difensivi, ma ben presto divenne un magazzino (fondaco) diventando una base per il commercio con Venezia, che allora avveniva via acqua.
Altri edifici, citati nei vecchi catasti e ancora visibili in una mappa del 1652, sono scomparsi. Essi includevano una lunga barchessa sul lato ovest e un basso edificio rustico sul lato est.

## Descrizione

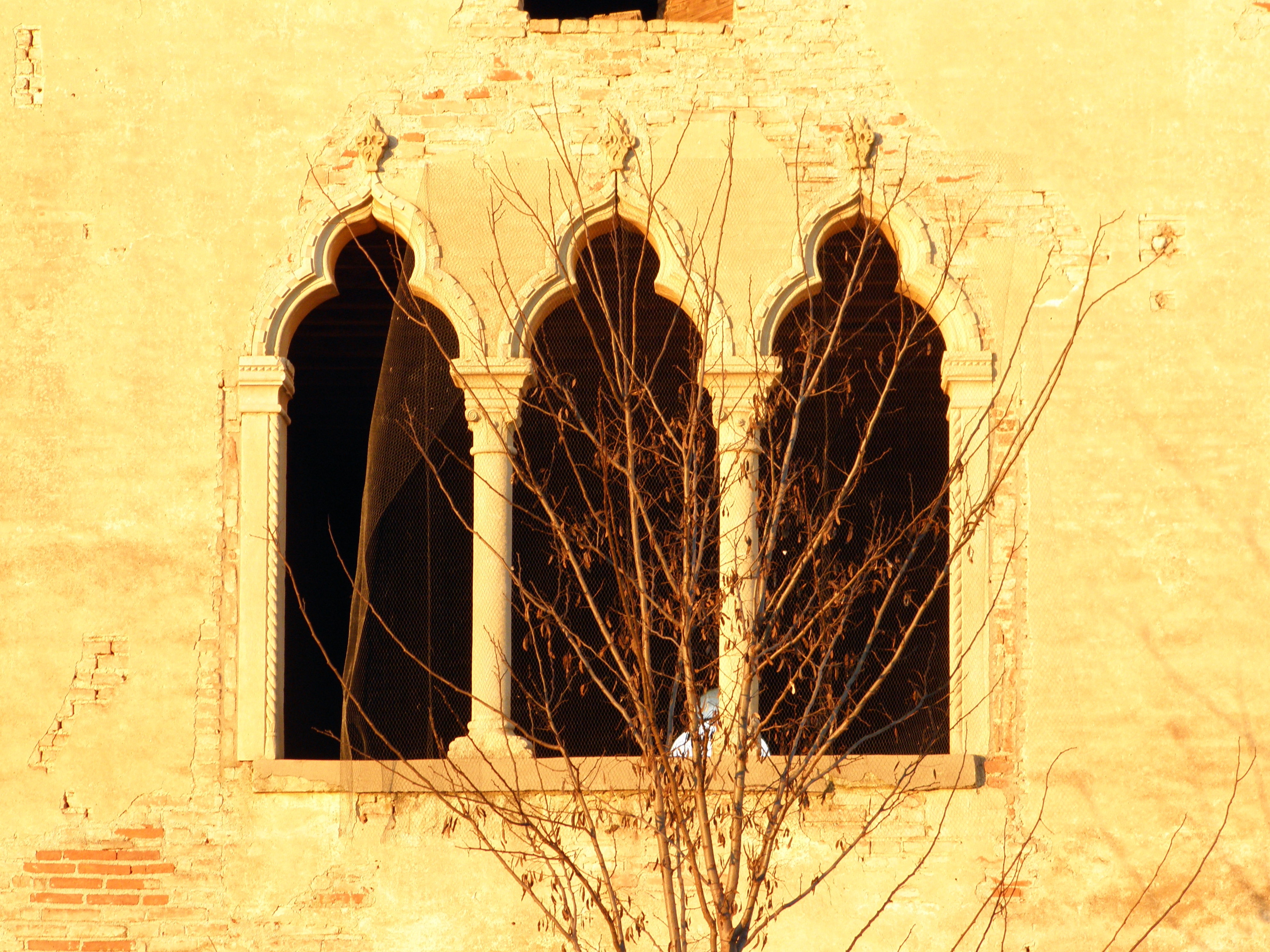
La trifora in pietra tenera dei Berici.

L'edificio, a pianta quadrata, ha la facciata principale rivolta verso sud, affacciata sul canale Liona, i cui argini ne nascondono parzialmente la vista. La facciata è caratterizzata da un portico con due grandi archi a sesto ribassato, che occupano la parte sinistra e centrale, mentre sulla parte destra sono presenti due monofore centinate. Al piano nobile si apre una trifora in pietra tenera dei Berici, i cui archi poggiano su snelle colonne in pietra. Ai lati si apronono due monofore trilobate in cotto con davanzale ad archetti al centro dei quali sta un piccolo stemma della famiglia Dal Verme.
La facciata nord è simmetrica a quella anteriore e si apre verso la campagna, ripetendo nel piano nobile lo schema della facciata principale, mentre al piano terra si apre un arco a tutto sesto in cotto. Nelle facciate laterali il grande numero di finestre e porte con cornici diverse denuncia le numerose manomissioni subite dalla villa nei secoli. A ciò si aggiunge la perdita quasi totale delle superfici affrescate e degli intonaci, dovuta a decenni di abbandono.
Nella facciata occidentale si apriva un arco uguale ai due in facciata, e ora parzialmente tamponato. Questo unito a tracce nelle murature del pianterreno fanno pensare che il portico si estendesse in origine in profondità occupando tutto il settore occidentale della villa, e che sia stato successivamente ridotto a causa della costruzione di una nuova scala.
L'interno è privo di decorazioni. Nel piano nobile è presente un salone centrale passante illuminato dalle due trifore, mentre i vani laterali sono ora divisi in maniera irregolare. Di rilievo sono le porte in cotto, opera di maestranze lombarde, così come le monofore trilobate in facciata. Le trifore, invece, sono opera di maestri lapicidi veneti della fine del XV secolo, poste a sostituire aperture precedenti in cotto, e quindi riconducibili a una successiva ristrutturazione del complesso.